# Jan Taubenhaus
Jan (Jean) Taubenhaus (ur. 14 grudnia 1850 w Warszawie, zm. 14 września 1919 w Paryżu) – szachista polski, działający głównie we Francji. Był jednym z prekursorów gry symultanicznej na ziemiach polskich.

## Życiorys
Dzieciństwo i młodość spędził w Warszawie, tu uzyskał wykształcenie i zapoznał się z szachami. W latach 70. XIX wieku często grywał w warszawskich kawiarniach i cukierniach „szachowych” – Farrarego, Górskiego, „Giełdowej”, „Pod Dzwonnicą”. Miał w tym okresie okazję zmierzyć się z czołową postacią warszawskich szachów, Szymonem Winawerem, z którym zdecydowanie przegrał.
Po wyjeździe do Francji w 1880 znalazł się w środowisku szachistów skupionych wokół „Café de la Régence”. W słynnym lokalu często grywał, zarówno partie towarzyskie jak i turniejowe, a także udzielał lekcji. Od połowy lat 80. dawał również pokazy gry symultanicznej. W 1885 debiutował w dużej imprezie międzynarodowej – na kongresie szachowym w Hamburgu. W turnieju triumfował Isidor Gunsberg, a Taubenhaus uplasował się na dalszym miejscu (dzielonej z Josefem Noa XIII-XIV pozycji), ale jego partia z Johannem Nepomukiem Bergerem została uznana za najpiękniejsze spotkanie rozgrywek.
W 1886 na turnieju w Londynie Taubenhaus zajął III-IV miejsce (wspólnie z Gunsbergiem), za Josephem Blackburne'm i Amosem Burnem. Wygrał m.in. partie z Blackburne'm i Gunsbergiem, a wyprzedził takich znanych graczy, jak James Mason, Emil Schallopp, Johannes Zukertort czy George Mackenzie. W tym samym roku uplasował się na VI miejscu w Nottingham. Dobre rezultaty uzyskiwał jeszcze w Bradford w 1888 (VIII miejsce) i Manchesterze w 1890 (X miejsce), w innych imprezach często plasował się na dalszych miejscach (m.in. Frankfurt 1887 – XIX miejsce, Nowy Jork 1889 – XII-XIII miejsce), ale odnosił pojedyncze cenne zwycięstwa nad znanymi rywalami.
Kariera Taubenhausa w dużych turniejach międzynarodowych nie trwała długo i w zasadzie już w latach 90., wobec osłabienia jego siły gry oraz pojawienia się dużej grupy młodszych graczy, zapraszany był do rywalizacji rzadko. Szachista odbywał podróże po świecie nie tylko w ramach turniejów, rozgrywał też pojedyncze mecze. W 1893 pokonał w Hawanie miejscowego konsula meksykańskiego Andresa Vasqueza, zarazem czołowego szachistę swojego kraju. Miał również okazję zmierzyć się w Hawanie z zaledwie 5-letnim José Raúlem Capablancą, z którym przegrał dwie partie dając rywalowi przewagę hetmana. W 1896 przez jakiś czas Taubenhaus przebywał w Szkocji, gdzie rozegrał mecz z Jakiem Miesesem, nieznacznie przegrywając (jedna wygrana partia, dwie przegrane, dwa remisy). Dużo dotkliwiej przegrał w 1891 w Norymberdze z Siegbertem Tarraschem (jedna wygrana, sześć porażek, jeden remis).
Wśród jego podróży szachowych nie zabrakło rodzinnej Warszawy. W 1887 zmierzył się tamże z czołowym miejscowym szachistą, inżynierem Jakubem Heilpernem, i niespodziewanie przegrał. W maju 1896 przyjechał do Warszawy na dłużej, pozostając do 1901. Zaproszenie Taubenhausa związane było z planami zorganizowania pierwszej w Warszawie symultany; początkowo władze carskie odmówiły zgody na symultanę, ale ostatecznie doszła ona do skutku 24 listopada 1896 w gmachu Teatru Polskiego. Z Taubenhausem, w obecności 150 kibiców i wielu przedstawicieli lokalnej prasy, zmierzyło się 23 szachistów; Taubenhaus uzyskał wynik nieoszałamiający – jedenaście wygranych, siedem remisów i pięć porażek, ale jak zauważył komentator „Tygodnika Ilustrowanego”, miał do czynienia z rywalizacją „drużynową”, gdyż słabsi gracze łączyli swoje siły i wspólnie naradzali się nad kolejnymi posunięciami.
Kolejne trzy symultany warszawskie Taubenhausa wypadły lepiej - w Hotelu Polskim w 1897 wygrał osiemnaście partii i cztery zremisował (bez porażki), w Resursie Kupieckiej w 1898 wygrał siedemnaście partii, jedną przegrał i trzy zremisował, wreszcie w lokalu Warszawskiego Towarzystwa Zwolenników Gry Szachowej w 1901 wygrał dwanaście partii, przegrał dwie i zremisował jedną. Wspomnienie o udziale w jednej z symultan Taubenhausa zachował m.in. pisarz Bolesław Prus, znany miłośnik szachów. Taubenhaus, pionier gry symultanicznej na ziemiach polskich, miał również swój udział przy powstaniu Warszawskiego Towarzystwa Zwolenników Gry Szachowej, chętnie dzieląc się swoimi paryskimi doświadczeniami z grupą inicjatywną. Jesienią 1899 wziął udział w pierwszym turnieju handicapowym (uwzględniającym klasę szachistów) Towarzystwa; zaliczony wraz z Szymonem Winawerem do kategorii najwyższej, pokonał swojego najważniejszego rywala na otwarcie turnieju, ale po kilku porażkach z innymi przeciwnikami w dalszych rundach ostatecznie uplasował się na II pozycji za Winawerem. Wyprzedził kilku znanych warszawskich graczy, m.in. Jana Kopczyńskiego, Aleksandra Flamberga, Kazimierza Miłkowskiego. 
W czasie pobytu w Warszawie Taubenhaus redagował kąciki szachowe kilku pism. Od kwietnia 1897 współpracował z „Tygodnikiem Ilustrowanym”, później kierował rubryką szachową „Kuriera Warszawskiego”, a w latach 1898–1899 był związany z „Tygodnikiem Szachowym”. Ponadto udzielał się w partiach towarzyskich w kawiarniach Nowickiego i Pągowskiego, zarówno jako gracz, jak i komentator. Zachowały się zapisy pojedynków Taubenhausa m.in. z Salomonem Langlebenem (1897, dwie wygrane Taubenhaua) i z Kazimierzem Weydlichem (1899, dwie wygrane Weydlicha).
W 1901 Taubenhaus opuścił Warszawę i powrócił do Francji. Przez pewien czas przebywał w Marsylii jako trener szachowy. Zajmował się szachową publicystyką, ogłosił m.in. Traité du Jeu d’Échecs w 1910. Kontynuował też swoje występy w „Café de la Régence”, gdzie już wcześniej kilkakrotnie zajmował czołowe lokaty w mistrzostwach klubowych (w 1887 wygrał, w 1890 był drugi za Alphonse Goetzem). W 1901 w turnieju „Café de la Régence” Taubenhaus zajął III miejsce, za Stanisławem Sittenfeldem i Adolfem Albinem; w 1902 w jednej imprezie klubowej był drugi za Dawidem Janowskim, a w drugiej z Janowskim podzielił I-II miejsce. Z Albinem, Sittenfeldem i Janowskim rozegrał w Paryżu kilka meczów; w 1901 pokonał Albina, natomiast w trzech meczach z Janowskim w latach 1903-1905 zdołał wygrać trzy partie i zremisować sześć, przegrał zaś dwanaście partii. W 1911 pokonał w niewielkim meczu Richarda Teichmanna.
W 1903 wystąpił w dużym turnieju w Monte Carlo, gdzie uplasował się na X-XI miejscu; pokonał m.in. drugiego w końcowej klasyfikacji Gézę Maróczy'ego. Brał udział jeszcze w kilku turniejach międzynarodowych, po raz ostatni w 1914 we wszechrosyjskim turnieju mistrzów w Petersburgu, gdzie zajął XV miejsce; wyprzedzili go m.in. polscy uczestnicy imprezy – Aleksander Flamberg, Mojżesz Łowcki, Henryk Salwe, a w turnieju triumfowali wspólnie Aleksandr Alechin i Aron Nimzowitsch. Okres I wojny światowej Taubenhaus spędził we Francji, zmarł w Paryżu we wrześniu 1919.
Według retrospektywnego systemu Chessmetrics, najwyżej sklasyfikowany był w sierpniu 1886 r., zajmował wówczas 14. miejsce na świecie.